# اشکالی
اشکالی، روستایی است از توابع بخش مرکزی شهرستان تنگستان در استان بوشهر ایران. این روستا از ۵ قریه تشکیل شده به نامهای(۱_اشکالی سیدی۲_اشکالی زائرحسینی۳_اشکالی عوض حسینی ۴_اشکالی آشیر۵_اشکالی محمد حاجی) که اشکالی محمد حاجی به عنوان بزرگ‌ترین روستا و مرکز پنج روستا می‌باشد. این روستا دارای تاریخی کهن است. و گفته شده در این روستا آثار تاریخی زیادی وجود دارد که به علت عدم پیگیری هنوز اسرار آن یافت نشده. بهترین زمان برای سفر به این روستا در بهمن و اسفند ماه است. شغل بیشتر مردم کشاورزی و دامداری می‌باشد.

## تاریخچه
روستای اشکالی (شکاری) یکی از قدیمی‌ترین روستاهای [شهرستان تنگستان] می‌باشد که از شمال به شهر آباد، جنوب به روستای منصوری شمالی، غرب به روستای چاه پیر و از شرق به سلسله جبال زاگرس (گچ ترش) منتهی می‌شود. قدمت این روستا به دوره قبل از اسلام می‌رسد با توجه به آثاری که باقیمانده است شامل کوزه‌هایی سفالی قدیمی و همچنین یک رشته قنات قدیمی که در کوه‌های این روستا وجود دارد که دلالت و گواهی بر وجود این ادعا هست.

## وجه تسمیه
در قدیم که آهو، غزال، کل و قوچ به وفور در منطقه برای شکار وجود داشته و این روستا دارای چند قنات می‌باشد محل مناسبی برای زندگی این حیوانات بوده. دلیل اصلی نامگذاری این روستا به اشکالی این است که در گویش محلی به آهو یا قوچ اشکال می‌گویند. بخاطر وجود این حیوانات در این روستا این اسم برگرفته از وجود آنها بوده‌است.